# 바르케륄레트
부다페스트 1구(헝가리어: Budapest I. kerülete), 바르케륄레트(헝가리어: Várkerület), 부더바르(헝가리어: Budavár)는 헝가리 부다페스트를 구성하는 23개의 구 중 하나다. 부다성 지구를 포함하고 있다.